# Canton de Reims-3
Le canton de Reims-3 est une circonscription électorale française située dans le département de la Marne et la région Grand Est.

## Géographie
Ce canton est organisé autour de Reims dans l'arrondissement de Reims.

## Histoire
Le canton de Reims-III est créé en 1790.
Il est modifié par décret du 13 juillet 1973 réorganisant les cantons de Reims.
Par décret du 21 février 2014, le nombre de cantons du département est divisé par deux, avec mise en application aux élections départementales de mars 2015. Le canton de Reims-1 est conservé et voit ses limites territoriales remaniées.

## Représentation

### Conseillers généraux de 1833 à 2015

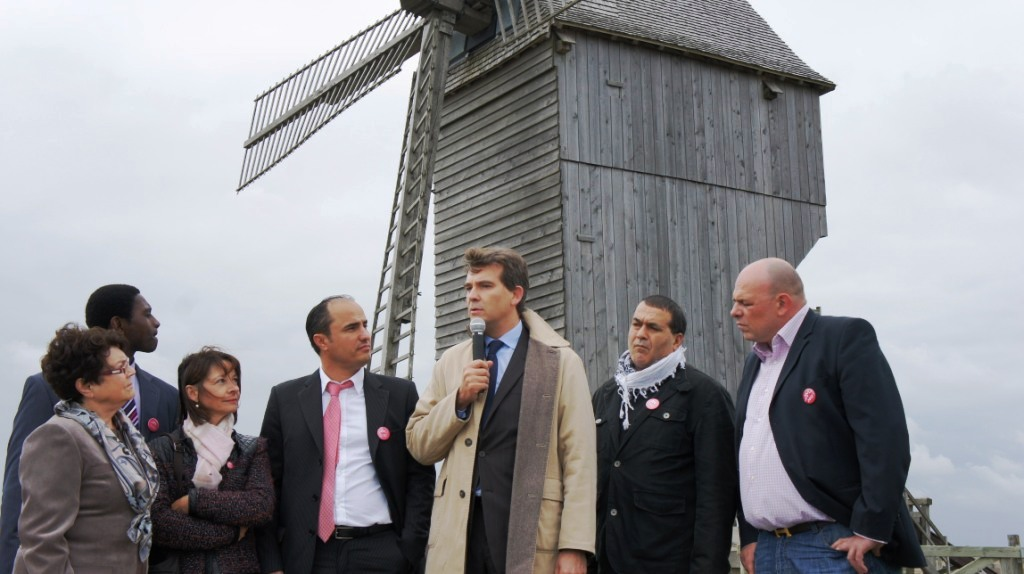
A. Tunc en cravate rose.

| Période | Période          | Identité                            | Étiquette         | Qualité |
| ------- | ---------------- | ----------------------------------- | ----------------- | --- |
| 1833    | 1848             | Pierre Augustin Derodé-Jéruzel      |                   | Propriétaire à Reims, ancien juge au Tribunal de commerce |
| 1848    | 1852             | Antoine Charles Philippe Mennesson  | Républicain       | Propriétaire à Reims, ancien Préfet de l'Aisne |
| 1852    | 1858             | Pierre Marie Soullié (1787-1870)    | Ind.              | Avocat, conseiller municipal de Reims Député (1848-1851, 1852-1857) |
| 1858    | 1863 (décès)     | Augustin Hubert Gilbert (1806-1863) |                   | Ancien notaire, négociant, premier adjoint au Maire de Reims |
| 1864    | 1871             | Henri Paris                         | Légitimiste       | Avocat, maire de Reims (1874-1875) |
| 1871    | 1882 (démission) | Eugène Courmeaux                    | Républicain       | Bibliothécaire à Reims Député (1881-1885) |
| 1877    | 1883             | Remi Lagrive                        | Républicain       | Capitaine d'artillerie en retraite à Reims Adjoint au Maire de Reims |
| 1883    | 1889             | Jules Nicolas Bienfait              | Républicain       | Docteur-médecin, adjoint au Maire de Reims |
| 1889    | 1891 (décès)     | Remi Lagrive                        | Républicain       | Capitaine d'artillerie en retraite à Reims Adjoint au Maire de Reims |
| 1891    | 1895             | Charles Richard                     | Républicain       | Adjoint au Maire de Reims |
| 1895    | 1907 (démission) | Edmond Wiet                         | Rad.              | Médecin - Adjoint au Maire de Reims, ancien conseiller d'arrondissement |
| 1907    | 1925             | Jean-Baptiste Langlet               | Rad.              | Médecin Maire de Reims (1908-1919) |
| 1925    | 1940             | Paul Marchandeau                    | Rad.              | Avocat - Député (1926-1942) Maire de Reims (1925-1942) Ministre (entre 1930 et 1939) Président du Conseil Général (1937-1940) Nommé membre de la Commission administrative départementale en 1941 |
|         |                  |                                     |                   | |
| 1945    | 1951             | Léon Borgniet                       | PCF               | Instituteur à Reims |
| 1951    | 1958             | Geneviève Détré (1926-2016)         | MRP               | Veuve de Jacques Détré, résistant rémois torturé à mort par la Gestapo en 1943 |
| 1958    | 1964             | Pierre Schneiter                    | MRP               | Correspondant de presse Député (1945-1958) Sous Secrétaire d'État (1946-1948) Ministre (1948-1951) Président de l'Assemblée Nationale (1955)                                                      |
| 1964    | 1973             | René Tys                            | PCF               | Tourneur-ajusteur - Député (1956-1958) Elu en 1973 dans le Canton de Reims-7 |
| 1973    | 1979 (décès)     | Georges Beccue (1912-1979)          | DVD puis app. RPR | Garagiste Adjoint au Maire de Reims |
| 1979    | 2004             | Jean-Marie Beaupuy                  | UDF               | Gérant de société Maire-adjoint de Reims (1983-1995 et 2001-2008) Député au Parlement européen (2004-2009)                                                                                        |
| 2004    | 2015             | Alexandre Tunc                      | PS                | Enseignant à l'université |

### Conseillers d'arrondissement (de 1833 à 1940)
| Période                                  | Période          | Identité                           | Étiquette | Qualité |
| ---------------------------------------- | ---------------- | ---------------------------------- | --------- | --- |
| 1833                                     | 1848             | Louis Demaison-Henriot (1796-1856) |           | Marchand de draps en gros, maire de Reims (1837)                                                            |
|                                          |                  |                                    |           | |
| 1852                                     |                  | M. Leconte                         |           | Banquier à Reims                                                                                            |
|                                          |                  |                                    |           | |
| 1886                                     | 1888 (démission) | Irénée Lelièvre (1832-1899)        |           | Contrôleur mécanicien à Reims                                                                               |
| 1888                                     | 1891 (démission) | Edmond Wiet                        | Rad.      | Médecin à Reims                                                                                             |
|                                          |                  |                                    |           | |
| 1895                                     | 1898             | Victor Lambert (1831-1912)         |           | Tonnelier, ancien chef de caves chez Pommery, conseiller municipal de Reims                                 |
| 1898                                     | 1940             | Clovis-Désiré Chézel (1862-1941)   | Rad.      | Gérant de la succursale des Comptoirs Français, adjoint au maire de Reims                                   |
| 1940                                     |                  |                                    |           | Les conseils d'arrondissement ont été suspendus par la loi du 12 octobre 1940 et n'ont jamais été réactivés |
| Les données manquantes sont à compléter. |                  |                                    |           | |

### Conseillers départementaux depuis 2015
| Période élective | Période élective | Mandat | Mandat   | Identité           | Nuance | Nuance | Qualité |
| ---------------- | ---------------- | ------ | -------- | ------------------ | ------ | ------ | --- |
| 2015             | 2021             | 2015   | 2021     | Zara Pince         |        | PS     | Assistante maternelle |
| 2015             | 2021             | 2015   | 2021     | Albain Tchignoumba |        | PS     | Juriste Conseiller municipal de Reims (2019-2020) |
| 2021             | 2028             | 2021   | en cours | Kim Duntze         |        | LR     | Adjointe au maire de Reims, déléguée au Lien intergénérationnel, aux seniors, aux familles et à la petite enfance Ancienne conseillère départementale du canton de Reims-4 |
| 2021             | 2028             | 2021   | en cours | Charles Germain    |        | DVD    | Adjoint au maire de Reims, délégué à la Concertation, à la vie associative et aux maisons de quartier                                                                      |

### Résultats détaillés

#### Élections de mars 2015
À l'issue du 1er tour des élections départementales de 2015, deux binômes sont en ballottage : Zara Pince et Albain Tchignoumba (PS, 35,52 %) et Boris Sévricourt et Fabienne Hernot (FN, 34,48 %). Le taux de participation est de 37,18 % (4 274 votants sur 11 496 inscrits) contre 48,93 % au niveau départemental et 50,17 % au niveau national.
Au second tour, Zara Pince et Albain Tchignoumba (PS) sont élus avec 57,85 % des suffrages exprimés et un taux de participation de 38,03 % (2 300 voix pour 4 372 votants et 11 496 inscrits).

#### Élections de juin 2021
Le premier tour des élections départementales de 2021 est marqué par un très faible taux de participation (33,26 % au niveau national). Dans le canton de Reims-3, ce taux de participation est de 18,54 % (2 029 votants sur 10 943 inscrits) contre 28,76 % au niveau départemental. À l'issue de ce premier tour, deux binômes sont en ballottage : Kim Duntze et Charles Germain (Union au centre et à droite, 36,25 %) et Sadhia Idami et Albain Tchignoumba-Boumba (Union à gauche avec des écologistes, 23,08 %).
Le second tour des élections est marqué une nouvelle fois par une abstention massive équivalente au premier tour. Les taux de participation sont de 34,36 % au niveau national, 29,32 % dans le département et 19,48 % dans le canton de Reims-3. Kim Duntze et Charles Germain (Union au centre et à droite) sont élus avec 57,92 % des suffrages exprimés (1 155 voix pour 2 132 votants et 10 943 inscrits),,. 

## Composition

### Composition avant 1973
Communes de :
- Reims (en partie)
- Cormontreuil
- Saint-Léonard
- Taissy
- Trois-Puits

### Composition de 1973 à 2015

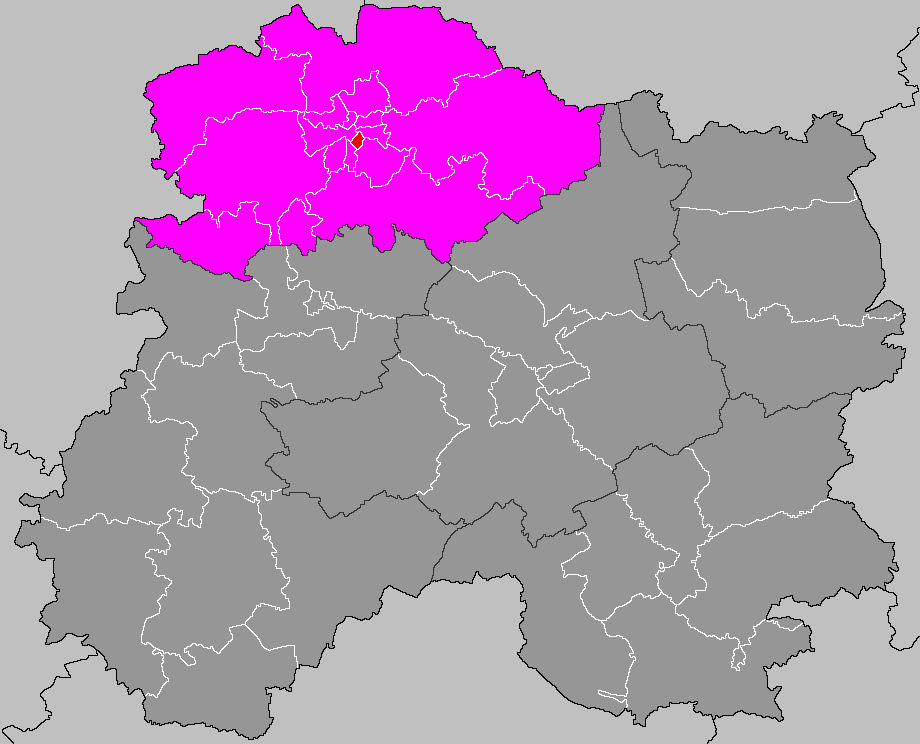
Situation du Canton de Reims-3 dans le département de la Marne de 1973 à 2015.

À la suite du redécoupage de 1973, le canton de Reims-III est composé de la portion de territoire de la ville de Reims déterminée par l'axe des voies ci-après : avenue Paul-Marchandeau côté impair du boulevard du Président-Wilson à la rue de Courlancy, rue de Courlancy côté impair entre l'avenue Paul-Marchandeau et la rue Léo-Lagrange, rue Léo-Lagrange côté impair, pont de Venise côté pont de Fléchambault, rue de Venise côté impair, rue Gambetta côté impair entre les rues de Venise et du Jard, rue de Contrai côté pair, rue des Murs côté pair, rue Ponsardin entre les rues des Murs et Gerbert, rue Gerbert côté pair entre la rue Ponsardin et le boulevard Pasteur, boulevard Pasteur côté pair, boulevard Henri-Vasnier côté pair du boulevard Pasteur au boulevard Pommery, boulevard Diancourt, place des Droits-de-l'Homme, la voie du Rouillat, route de Louvois entre la voie du Rouillat et l'avenue Alexandre-de-Serbie, boulevard Louis-Barthou et boulevard du Président-Wilson côté impair jusqu'à l'avenue Paul-Marchandeau.

### Composition depuis 2015
| Nom                           | Code Insee | Intercommunalité | Superficie (km2) | Population (dernière pop. légale)                 | Densité (hab./km2) | Modifier                                    |
| ----------------------------- | ---------- | ---------------- | ---------------- | ------------------------------------------------- | ------------------ | ------------------------------------------- |
| Reims (bureau centralisateur) | 51454      | CU Grand Reims   | 46,90            | Fraction : 21 074 (2022) Commune : 178 478 (2022) | 3 806              | modifier les données · modifier les données |
| Canton de Reims-3             | 5113       |                  |                  | 21 074 (2022)                                     |                    | modifier les données                        |

Le canton est désormais composé de la partie de la commune de Reims située à l'ouest d'une ligne définie par l'axe des voies et limites suivantes : depuis la limite territoriale de la commune de Bezannes, rue Frédéric-et-Irène-Joliot-Curie, rue Adrien-Sénéchal, avenue du Maréchal-Juin, place Jean-Donatini, avenue d'Epernay, rue de Dieppe, rue de Dunkerque, rue du Havre, avenue du 18-Juin-1940, ligne de chemin de fer, avenue du Général-de-Gaulle, avenue d'Epernay, rue du Docteur-Bienfait, chemin des Bons-Malades, rue de l'Egalité, jusqu'à la limite territoriale de la commune de Tinqueux.

## Démographie

### Démographie avant 2015
| 1962 | 1968 | 1975 | 1982 | 1990   | 1999   | 2006   | 2011   | 2012   |
| ---- | ---- | ---- | ---- | ------ | ------ | ------ | ------ | ------ |
| -    | -    | -    | -    | 15 974 | 16 769 | 17 272 | 16 744 | 16 812 |

### Démographie depuis 2015
En 2022, le canton comptait 21 074 habitants, en évolution de −15 % par rapport à 2016 (Marne : −1,19 %, France hors Mayotte : +2,11 %).
| 2013   | 2018   | 2022   |
| ------ | ------ | ------ |
| 24 390 | 24 059 | 21 074 |